# Fonoteca regionale Oreste Trotta
(La legge regionale 6 agosto 2004, n. 17, “Norme in materia di spettacolo”)
La Fonoteca regionale Oreste Trotta è un servizio pubblico con sede a Perugia, di proprietà della Regione Umbria.
Il patrimonio della "Trotta" (aggiornato costantemente attraverso acquisti e donazioni) consiste in oltre 24.000 LP, 7.000 CD, 1.800 nastri magnetici, 300 DAT, 2.000 musicassette e 15.460 partiture e spartiti. Oltre alla musica classica sono presenti migliaia di opere di musica jazz, pop, rock, leggera ed etnica.

## Storia
La storia della "Trotta" è strettamente legata ai protagonisti della musica umbra della seconda metà del Novecento. È infatti intitolata al notaio perugino Oreste Trotta (1915-1974), musicofilo e grande collezionista di dischi, registrazioni e partiture (attualmente, la parte più consistente del patrimonio della Fonoteca) acquistati dalla Regione Umbria nel 1977. Si tratta di un significativo spaccato della produzione mondiale di musica sinfonica e operistica dagli anni cinquanta agli anni settanta. Fra le partiture non mancano pezzi pregiati, come alcune opere in prima edizione o esemplari ormai da tempo fuori commercio. Il fondo comprende anche un notevole quantitativo di nastri magnetici che danno accesso alle registrazioni di concerti radiofonici, specie di musica contemporanea, del periodo che va dai primi anni sessanta a metà degli anni settanta.
La collezione discografica appartenuta ad Alba Buitoni (1905-1989) è stata donata alla Fonoteca dai suoi eredi nel 1990 e documenta l'attività dell'Associazione Amici della Musica di Perugia. È composta per la maggior parte da dischi in vinile, a volte con dedica autografa, donati dagli artisti di cui si ospitavano i concerti. Il fondo comprende anche una notevole quantità di dischi a 78 giri di particolare interesse storico-antiquario, oltre a particolari incisioni per case discografiche non più presenti sul mercato.
Nel 1992 il direttore d'orchestra e compositore italo-americano Thomas Briccetti (1936-1999) donò alla Fonoteca l'insieme del materiale librario e fonografico da lui raccolto per scopi professionali. Il Fondo Briccetti contiene le partiture del grande repertorio sinfonico ed operistico annotate con segni d'esecuzione e molte opere del repertorio contemporaneo, soprattutto statunitense. Alle partiture corrispondono quasi sempre le incisioni su disco o su nastro di prestigiose interpretazioni. Il Maestro Briccetti si fece promotore dell'acquisizione, da parte della Fonoteca “Trotta” di due altri importanti fondi musicali:
- il Fondo Polnauer, composto principalmente da manoscritti autografi del musicologo e violinista Frederick Polnauer;
- il Fondo de Froment, donato a Briccetti dalla vedova del direttore d'orchestra Louis de Froment (1921-1994).

Tra gli altri fondi discografici vanno citati almeno quello donato dagli eredi del conte Paolo Faina, che fu presidente della Società "Amici della Scala di Milano", e quello appartenuto alla musicofila romana Fausta Costantini.

## Servizi
Viene effettuato il prestito dei supporti audio: tutto il posseduto, compatibilmente con la normativa vigente sul diritto d'autore, è prestato in copia digitale. Dei documenti non ancora copiati può essere richiesta la duplicazione. Sono disponibili cinque postazioni per l'ascolto in cuffia. Per la musica a stampa, oltre alla consultazione in sede, viene effettuata la riproduzione, per motivi di studio, delle opere libere dal diritto d'autore. La "Trotta" organizza cicli di video / audio conferenze e di concerti dal vivo ad ingresso libero, di cui informa puntualmente i propri utenti. 

### Orario di apertura
- dal lunedì a venerdì: 9 - 13
- Martedì e giovedì: 15 - 18

## Altri collegamenti
- Fonoteca regionale "Oreste Trotta" - Via del Verzaro, 35 - 06123 Perugia
- Sito web della Fondazione, su frot.regioneumbria.eu.